# Analogue Bubblebath 2
Analogue Bubblebath 2 (conosciuto anche come Analogue Bubblebath Vol.2) è il secondo EP pubblicato con lo pseudonimo AFX dal musicista Richard D. James. È il secondo EP della serie omonima.
È composto da tre tracce, tutte in stile acid house techno popolare in quel periodo. È stato pubblicato nel 1992 dall'etichetta Rabbit City Records nel formato vinile 12 pollici. Non esistono copie in formato CD.
Il brano Digeridoo è presente in versione originale nella compilation Classics della R&S Records.

## Tracce
Lato A
1. Digeridoo (The Aboriginal Mix) – 7:10

Lato B
1. Untitled – 3:44
2. Untitled – 3:59